# Světový pohár v běhu na lyžích 1981/1982
Světový pohár v běhu na lyžích 1981/82 byl prvním oficiálním ročníkem Světového poháru v běhu na lyžích pod záštitou Mezinárodní lyžařské federace (FIS). Muži i ženy odjeli celkem 11 závodů (10 individuálních + štafeta). Celkovými vítězi se stali Američan Bill Koch a Norka Berit Aunliová.

## Výsledky závodů

### Muži
| No.                                         | Datum           | Místo         | Závod   | Vítěz                   | 2. místo          | 3. místo          | Ref. |
| 1                                           | 9. leden 1982   | Reit im Winkl | 15 km   | Pål Gunnar Mikkelsplass | Tor Håkon Holte   | Thomas Wassberg   |      |
| 2                                           | 16. leden 1982  | Le Brassus    | 15 km   | Bill Koch               | Thomas Wassberg   | Benny Kohlberg    |      |
| 3                                           | 24. leden 1982  | Brusson       | 30 km   | Bill Koch               | Jean-Paul Pierrat | Sergej Sokarev    |      |
| Mistrovství světa v klasickém lyžování 1982 |                 |               |         |                         |                   |                   |      |
| 4                                           | 20. únor 1982   | Oslo          | 30 km * | Thomas Eriksson         | Lars Erik Eriksen | Bill Koch         |      |
| 5                                           | 23. únor 1982   | Oslo          | 15 km * | Oddvar Brå              | Alexandr Zavjalov | Harri Kirvesniemi |      |
| 6                                           | 27. únor 1982   | Oslo          | 50 km * | Thomas Wassberg         | Jurij Burlakov    | Lars Erik Eriksen |      |
| 7                                           | 7. březen 1982  | Lahti         | 50 km   | Oddvar Brå              | Jan Lindvall      | Maurilio De Zolt  |      |
| 8                                           | 12. březen 1982 | Falun         | 30 km   | Bill Koch               | Dan Simoneau      | Thomas Wassberg   |      |
| 9                                           | 19. březen 1982 | Štrbské Pleso | 15 km   | Harri Kirvesniemi       | Thomas Wassberg   | Jochen Behle      |      |
| 10                                          | 27. březen 1982 | Kastelruth    | 15 km   | Bill Koch               | Miloš Bečvář      | Harri Kirvesniemi |      |

### Ženy
| No.                                         | Datum           | Místo         | Závod   | Vítězka           | 2. místo           | 3. místo              | Ref. |
| 1                                           | 9. leden 1982   | Klingenthal   | 10 km   | Květa Jeriová     | Brit Pettersenová  | Anna Pasiarová        |      |
| 2                                           | 15. leden 1982  | La Bresse     | 5 km    | Květa Jeriová     | Berit Aunliová     | Marit Myrmæl          |      |
| 3                                           | 22. leden 1982  | Furtwangen    | 5 km    | Květa Jeriová     | Gabriela Svobodová | Blanka Paulů          |      |
| Mistrovství světa v klasickém lyžování 1982 |                 |               |         |                   |                    |                       |      |
| 4                                           | 19. únor 1982   | Oslo          | 10 km * | Berit Aunliová    | Hilkka Riihivuori  | Květa Jeriová         |      |
| 5                                           | 22. únor 1982   | Oslo          | 5 km *  | Berit Aunliová    | Hilkka Riihivuori  | Brit Pettersenová     |      |
| 6                                           | 26. únor 1982   | Oslo          | 20 km * | Raisa Smetaninová | Berit Aunliová     | Hilkka Riihivuori     |      |
| 7                                           | 6. březen 1982  | Lahti         | 10 km   | Anette Bøe        | Berit Aunliová     | Inger Helene Nybråten |      |
| 8                                           | 12. březen 1982 | Falun         | 20 km   | Brit Pettersenová | Marit Myrmæl       | Anette Bøe            |      |
| 9                                           | 28. březen 1982 | Štrbské Pleso | 10 km   | Blanka Paulů      | Berit Aunliová     | Karin Jägerová        |      |
| 10                                          | 13. duben 1982  | Kiruna        | 5 km    | Brit Pettersenová | Berit Aunliová     | Inger Helene Nybråten |      |

### Štafety
| Datum         | Místo | Závod       | Vítěz | 2. místo                                                                    | 3. místo | Složení | Ref. |
| 24. únor 1982 | Oslo  | 4x5 km M *  | Norsko Anette Bøe Inger Helene Nybråten Berit Aunliová Brit Pettersenová                                                                    | SSSR Ljubov Ljadovová Ljubov Zabolotská Raisa Smetaninová Galina Kulakovová | NDR Petra Sölter Carola Anding Barbara Petzold Veronika Hesse                                                             | ženy    | -    |
| 25. únor 1982 | Oslo  | 4x10 km M * | Norsko Lars Erik Eriksen Ove Aunli Pål Gunnar Mikkelsplass Oddvar Brå SSSR Vladimir Nikitin Alexandr Baťuk Jurij Burlakov Alexandr Zavjalov | -                                                                           | Finsko Kari Härkönen Aki Karvonen Harri Kirvesniemi Juha Mieto NDR Uwe Bellmann Uwe Wünsch Stefan Schicker Frank Schröder | muži    | -    |

- Poznámka: závody označené * byly součástí Mistrovství světa v klasickém lyžování 1982, výsledky se však započítávaly i do hodnocení Světového poháru

## Celkové pořadí
| Místo | Lyžař             | Země            | Body |
| ----- | ----------------- | --------------- | ---- |
| 1.    | Bill Koch         | USA             | 121  |
| 2.    | Thomas Wassberg   | Švédsko         | 114  |
| 3.    | Harri Kirvesniemi | Finsko          | 106  |
| 4.    | Jean-Paul Pierrat | Francie         | 82   |
| 5.    | Oddvar Brå        | Norsko          | 77   |
| 6.    | Jochen Behle      | Západní Německo | 67   |
| 7.    | Jan Ottosson      | Švédsko         | 60   |
|       | Dan Simoneau      | USA             | 60   |
| 9.    | Giorgio Vanzetta  | Itálie          | 57   |
| 10.   | Jurij Burlakov    | Sovětský svaz   | 56   |

| Umístění | Lyžařka               | Země            | Body |
| -------- | --------------------- | --------------- | ---- |
| 1.       | Berit Aunliová        | Norsko          | 136  |
| 2.       | Brit Pettersenová     | Norsko          | 126  |
| 3.       | Květa Jeriová         | Československo  | 113  |
| 4.       | Marit Myrmæl          | Norsko          | 104  |
| 5.       | Anette Bøe            | Norsko          | 95   |
| 6.       | Anna Pasiarová        | Československo  | 92   |
| 7.       | Blanka Paulů          | Československo  | 81   |
| 8.       | Karin Jägerová        | Západní Německo | 79   |
| 9.       | Inger Helene Nybråten | Norsko          | 76   |
| 10.      | Marie Johanssonová    | Švédsko         | 74   |